# Grajaú (kommun)
Grajaú är en kommun i Brasilien.   Den ligger i delstaten Maranhão, i den östra delen av landet, 1 100 km norr om huvudstaden Brasília. Antalet invånare är 61 903.
Följande samhällen finns i Grajaú:
- Grajaú

Omgivningarna runt Grajaú är huvudsakligen savann. Runt Grajaú är det mycket glesbefolkat, med 7 invånare per kvadratkilometer.